# HMS Premier (D23)
Авіаносець «Преміер» (англ. HMS Premier (D23)) — ескортний авіаносець США часів Другої світової війни типу «Боуг» (2 група, тип «Ameer»/«Ruler»), переданий ВМС Великої Британії за програмою ленд-лізу.

## Історія створення
Авіаносець «Преміер» був закладений 31 жовтня 1942 року на верфі «Seattle-Tacoma Shipbuilding Corporation» під назвою «USS Estero (CVE-42)». Спущений на воду 22 березня 1943 року. Переданий ВМС Великої Британії, вступив у стрій під назвою «Преміер» 3 листопада 1943 року.

## Історія служби
Після вступу у стрій «Преміер» використовувався як навчальний авіаносець.
У вересні 1944 року авіаносець був включений до складу Домашнього Флоту. Після підготовки брав участь у дев'яти операціях із знищення судноплавства біля берегів Норвегії (11.1944-03.1945). У квітні 1945 року супроводжував арктичний конвой «JW/RA-66».
З травня 1945 року «Преміер» знову використовувався як навчальний авіаносець.
12 квітня 1946 року авіаносець «Преміер» був повернутий США, де 21 травня того ж року був виключений зі списків флоту і переобладнаний на торгове судно «Rhodesia Star» (пізніше перейменоване не «Hong Kong Knight»).
У 1974 році корабель був розібраний на метал на Тайвані.